# 天宝乡 (竹溪县)
天宝乡，是中华人民共和国湖北省十堰市竹溪县下辖的一个乡镇级行政单位。

## 行政区划
天宝乡下辖以下地区：
蔡坝村、双河村、蒿坝村、关夫垭村、兰池村、取宝洞村、白鸡垭村、茅草坪村、葛洞口村、锦源村、高桥村、龙滩村、云台观村、杨家坪村、老庄子村、炬光村、小桂村、熊皮沟村、将军沟村、孔雀村、百花村、大寒村、建丰村、冶铁沟村、星光村、栗子坪村、光华村、大东村和张家山茶场。